# Zeche Mülheimerglück
Die Zeche Mülheimerglück in Essen-Burgaltendorf ist ein ehemaliges Steinkohlenbergwerk. Das Bergwerk war auch unter den Namen Zeche Mülheimer Glück und Zeche Mülheimer Glück Banck bekannt. Das Bergwerk wurde mit mehreren Stollen nördlich der heutigen Vaestestraße bis etwa zur Worringstraße betrieben.

## Bergwerksgeschichte
Im Jahr 1787 wurde das Grubenfeld Mülheimerglück verliehen. Im Jahr 1794 wurde das Bergwerk in der Niemeyerschen Karte eingetragen. Es waren bereits mehrere Flöze durch die Stollen aufgeschlossen worden. Im Jahr 1800 waren der Schacht Henrich und die Schächte 2 und 3 in Betrieb. Im Jahr 1805 war der Schacht Arnold in Betrieb. Im Jahr 1810 waren die Schächte Alexander, Louis und Wilhelm in Betrieb. Im Jahr 1815 waren Schacht 1 und Schacht Westphal in Betrieb. Es wurde ein Schleppweg zum Kohlenmagazin an der Ruhr erstellt. Der Weg hatte eine Länge von 30 Lachtern. Ab dem Jahr 1820 war Schacht Wiesmann für mehrere Jahre in Betrieb. Am 20. November des Jahres 1826 wurde ein weiteres Längenfeld verliehen. Im Jahr 1830 wurde das Bergwerk zusammen mit der Zeche Wildenstein betrieben. Das Fördervermögen der beiden gemeinsam tätigen Bergwerke betrug zu diesem Zeitpunkt 28.300 preußische Tonnen. Im Jahr 1838 wurde das Grubenfeld durch den Himmelsfürster Erbstollen gelöst. Durch diese Maßnahme wurde eine drei bis vier Lachter tiefere Lösung ermöglicht. Zusätzlich zur Lösung des Grubenfeldes wurde auch die Förderung des Bergwerks über diesen Erbstollen getätigt. Im Jahr 1840  konsolidierte die Zeche Mülheimerglück mit der Zeche Wildenstein zur Zeche Vereinigte Mülheimerglück.

## Förderung und Belegschaft
Die ersten Förderzahlen stammen aus dem Jahr 1796, es wurden 35.835 Ringel Steinkohle gefördert. Im Jahr 1836 wurden 18.575 preußische Tonnen Steinkohle gefördert. Die letzten bekannten Förderzahlen des Bergwerks stammen aus dem Jahr 1838, es wurden 58.985 ⅞ preußische Tonnen Steinkohle gefördert.